# Vernoy (Yonne)
Vernoy – miejscowość i gmina we Francji, w regionie Burgundia-Franche-Comté, w departamencie Yonne.
Według danych na rok 1990 gminę zamieszkiwało 191 osób, a gęstość zaludnienia wynosiła 13 osób/km² (wśród 2044 gmin Burgundii Vernoy plasuje się na 720. miejscu pod względem liczby ludności, natomiast pod względem powierzchni na miejscu 661.).